# Lac Cochon
Lac Cochon är en sjö i Kanada.   Den ligger i regionen Saguenay–Lac-Saint-Jean och provinsen Québec, i den östra delen av landet, 600 km nordost om huvudstaden Ottawa. Lac Cochon ligger 502 meter över havet. Arean är 0,36 kvadratkilometer. Den sträcker sig 1,7 kilometer i nord-sydlig riktning, och 1,0 kilometer i öst-västlig riktning.
I omgivningarna runt Lac Cochon växer i huvudsak barrskog. Trakten runt Lac Cochon är nära nog obefolkad, med mindre än två invånare per kvadratkilometer.